# Artjom Markelov

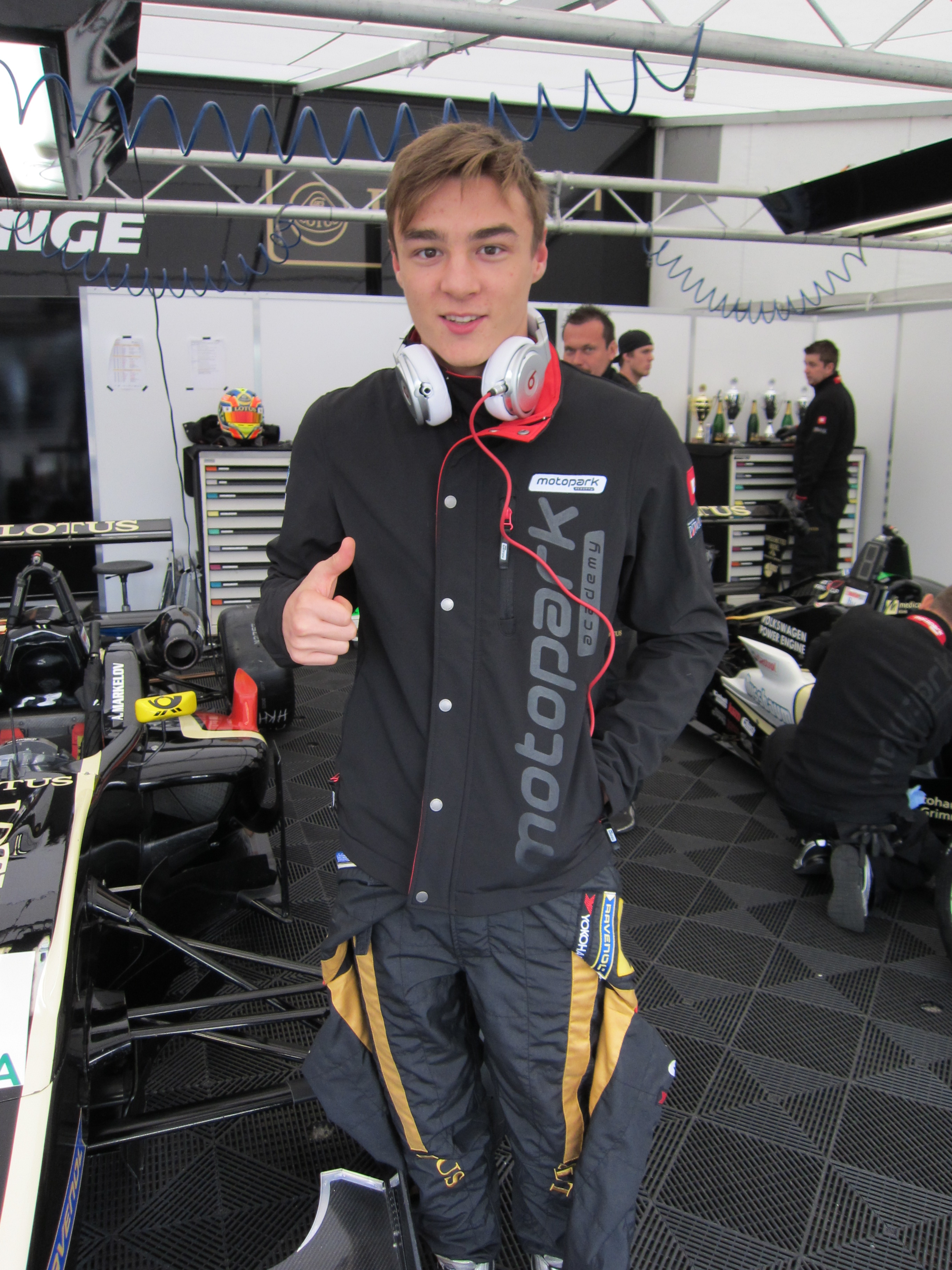
Artjom Markelov in 2013

Artjom Valerjevitsj Markelov (Russisch: Артём Вале́рьевич Марке́лов) (Moskou, 10 september 1994) is een voormalig Russisch autocoureur.

## Carrière
Markelov maakte in 2006 zijn debuut in het karting. Het grootste deel van zijn kartcarrière reed hij in Rusland, waarbij hij in 2010 de KF2-categorie bereikte.
In 2011 stapte Markelov over naar het formuleracing, waarbij hij in de ADAC Formel Masters ging rijden voor het team Motopark Academy. Met één overwinning op de Red Bull Ring en tien andere podiumplaatsen eindigde hij achter Pascal Wehrlein, Emil Bernstorff en Sven Müller als vierde in het kampioenschap met 251 punten. Dat jaar maakte hij ook zijn Formule 3-debuut als gastcoureur in het raceweekend op de Hockenheimring in de Formule 3 Euroseries, waarin hij de races respectievelijk als twaalfde, elfde en elfde eindigde.
In 2012 stapte Markelov over naar het Duitse Formule 3-kampioenschap voor Motopark. Met overwinningen op de Lausitzring en de Hockenheimring en één andere podiumplaats op de Motorsport Arena Oschersleben eindigde hij als zevende in het kampioenschap met 155 punten.
In 2013 keerde Markelov terug in de Duitse Formule 3 voor Motopark. Nadat hij in de eerste zes raceweekenden vijftien podiumplaatsen behaalde, behaalde hij in het zevende weekend op de Lausitzring twee overwinningen. Mede hierdoor eindigde hij met 339 punten als tweede in het kampioenschap achter Marvin Kirchhöfer.
In 2014 stapte Markelov over naar de GP2 Series, waar hij naast Mitch Evans ging rijden voor de regerend kampioen bij de teams Russian Time. Hij kende een moeilijk seizoen, waarbij hij alleen op Spa-Francorchamps in de punten eindigde met een zevende plaats. Met zes punten eindigde hij als 24e in het kampioenschap.
In 2015 maakte Markelov zijn debuut in de Nieuw-Zeelandse Toyota Racing Series voor het team Giles Motorsport. Met podiumplaatsen op het Mike Pero Motorsport Park, het Teretonga Park en het Taupo Motorsport Park werd hij achtste in het kampioenschap met 525 punten. Hierna keerde hij terug in de GP2, waarin hij bleef rijden voor Russian Time. Op Spa-Francorchamps stond hij achter Stoffel Vandoorne en Arthur Pic voor het eerst op het podium. Mede hierdoor sloot hij het seizoen af als dertiende met 48 punten.
In 2016 kwam Markelov opnieuw uit in de Toyota Racing Series, maar nu voor het team M2 Competition. Met vijf podiumplaatsen werd hij opnieuw achtste in de eindstand met 588 punten. Hierna keerde hij terug voor een derde seizoen in de GP2 voor Russian Time. Op het Circuit de Monaco behaalde hij zijn eerste overwinning, die voor enige controverse zorgde; hij zou in een virtual safety car-situatie te weinig gas hebben teruggenomen, waardoor hij de oorspronkelijke leider, die was teruggevallen door een pitstop, voor kon blijven. Desondanks behield hij de overwinning en met één andere podiumplaats op het Yas Marina Circuit eindigde hij op de tiende plaats in het kampioenschap met 97 punten.
In 2017 reed Markelov een vierde seizoen voor Russian Time in de GP2, dat de naam veranderd heeft in Formule 2. Hij kende een succesvol seizoen waarin hij vijf races won op het Bahrain International Circuit, de Red Bull Ring, Spa-Francorchamps, het Circuito Permanente de Jerez en het Yas Marina Circuit. Met twee andere podiumplaatsen eindigde hij achter Charles Leclerc als tweede in het klassement met 210 punten.
In 2018 blijft Markelov voor een vijfde seizoen in de Formule 2 rijden voor Russian Time. Hij won drie races op het Bahrain International Circuit, het Circuit de Monaco en de Red Bull Ring, maar door een gebrek aan constante resultaten eindigde hij slechts als vijfde in het kampioenschap met 186 punten. Tevens is hij aangesteld als test- en ontwikkelingscoureur bij het Formule 1-team van Renault. Hier maakte hij tijdens zijn thuisrace zijn debuut tijdens een Formule 1-weekend bij de eerste vrije training op vrijdag.

## Formule 1-resultaten
| Seizoen | Inschrijving                   | Chassis        | Motor              | 1   | 2   | 3   | 4   | 5   | 6   | 7   | 8   | 9   | 10  | 11  | 12  | 13  | 14  | 15  | 16     | 17  | 18  | 19  | 20  | 21  | Pos | Punten |
| ------- | ------------------------------ | -------------- | ------------------ | --- | --- | --- | --- | --- | --- | --- | --- | --- | --- | --- | --- | --- | --- | --- | ------ | --- | --- | --- | --- | --- | --- | ------ |
| 2018    | Renault Sport Formula One Team | Renault R.S.18 | Renault R.E. 18 V6 | AUS | BHR | CHN | AZE | SPA | MON | CAN | FRA | OOS | GBR | DUI | HON | BEL | ITA | SIN | RUS TC | JPN | VST | MEX | BRA | ABU | -   | -      |